# FIFA 11
FIFA11 ワールドクラスサッカー（またはFIFA11、北米はFIFA Soccer 11）はエレクトロニック・アーツ（EAスポーツ）から2010年10月21日よりPlayStation Portable、PlayStation 3、Xbox 360版で発売されているコンピューターゲーム。
主なシステムは前作のFIFA 10より引き継がれている。30のリーグ、500以上のクラブ、そして15000人以上の選手を収録している。新要素として、ゴールキーパーのみを操作する「Be A Pro：ゴールキーパー」が追加された。